# 森永みるく
森永 みるく（もりなが みるく、1月27日 - ）は、日本の漫画家、同人作家。女性。東京都出身。同名のAV女優は別人。

## 人物
デビューはコバルト文庫の挿絵。その後、青年向け作品や成人向け作品を経て、マガジン・マガジンの百合系雑誌『百合姉妹』や、その実質的な後継雑誌である一迅社の『百合姫』、芳文社から出版されていた百合系アンソロジー『つぼみ』などに執筆。
初期の単行本に収録されている作品には男女物の作品もあり、永野のりこの影響を受けた作品があると語っている。現在は主にガールズラブ作品を描いている。おかっぱ頭とロングヘアの少女の組み合わせを気に入っており、『GIRL FRIENDS』の「まり」と「あっこ」などに見ることができる。『美少女戦士セーラームーン』の火野レイのファン。
保護猫の里親を捜すなどのボランティア活動も行っており、無類の猫好き。自らを表すイラストは、リボンをつけた眉毛のある猫（しばしば泥酔・錯乱している）である。代表作である『GIRL FRIENDS』は台湾や韓国、アメリカ、フランス、ロシアなど海外でも出版されている。
同人サークル「Myao」主宰者としても活動している。チャリティーイラスト本「Smile/Yell」（東北地方太平洋沖地震関連）にはイラストを寄稿した。

## 作品リスト

### 単行本
- 『STUDY AFTER SCHOOL』 （1997年12月1日初版発行、コアマガジン〈ホットミルクコミックス76〉、ISBN 4-87734-145-5）
  - 『STUDY AFTER SCHOOL』 （2001年3月24日発売[7]、コアマガジン〈ホットミルクコミックEX09〉、ISBN 4-87734-438-1）
1997年発行『STUDY AFTER SCHOOL』の新装版
- 『にくらしいあなたへ』 （2000年9月発売、ワニマガジン社〈ワニマガジンコミックス〉、ISBN 4-89829-414-6）
- 『MILK SHELL』 （2002年7月5日発売[7]、コアマガジン〈ホットミルクコミックス148〉、ISBN 4-87734-568-X）
- 『メア』 （2003年6月発売、ワニマガジン社〈ワニマガジンコミックス〉、ISBN 4-89829-944-X）
- 『くちびる ためいき さくらいろ』 （2006年1月18日初版発行〈同日発売〉、一迅社〈百合姫コミックス〉、ISBN 4-7580-7001-6）
- 『あまいくちびる』 （2007年3月10日発売[7]、コアマガジン〈ホットミルクコミックス235〉、ISBN 978-4-86252-125-5）
- 『GIRL FRIENDS』 （2008年 - 2010年、双葉社〈アクションコミックスコミックハイブランド〉、全5巻）
- 『ひみつのレシピ』 （芳文社〈まんがタイムKRコミックス -tsubomi series-〉、全2巻）
  1. 2011年8月11日発売[8]、ISBN 978-4-8322-4054-4
  2. 2013年5月11日発売[9]、ISBN 978-4-8322-4298-2
- 『くちびる ためいき さくらいろ』 （2012年、双葉社〈アクションコミックスコミックハイブランド〉、全2巻）
- 『学園ポリーチェ』 （双葉社〈アクションコミックスコミックハイブランド〉、全2巻）
  1. 2013年3月12日発売[10]、ISBN 978-4-575-84204-3
  2. 2014年9月10日発売[11]、ISBN 978-4-575-84484-9
- 『お姫様のひみつ』 （2015年5月30日発売、新書館〈ひらり、コミックス〉、ISBN 978-4-403-62197-0、全1巻）
- 『ハナとヒナは放課後』 （2016年 - 2017年、双葉社『月刊アクション』連載、全3巻）
- 『ねこボラ部のみるくさん』 （2019年4月12日発売[12]、講談社〈ワイドKC〉、ISBN 978-4-06515-120-4）
- 『私の可愛い子猫ちゃん』 （ガレットワークス『ガレット』連載、既刊2巻）
  1. 2021年2月21日発売[13]
  2. 2023年5月5日発売

### 連載中
- 『私の可愛い子猫ちゃん』 （ガレットワークス『ガレット』連載）

### 読切
- 「天使とお仕事」 （2019年5月11日発売、双葉社『シロップ 社会人百合アンソロジー』掲載）
- 「どこからとか恋かとか」 （2019年8月8日発売、双葉社『シロップ SECRET 禁断×百合アンソロジー』掲載）
- 「あなたならなんでもいい」 （2019年11月12日発売、双葉社『シロップ NIGHT 初夜百合アンソロジー』掲載）

## PCゲーム
- 『マリンルージュ』 （ディスカバリー）原画 - PC-98/Windows用美少女ゲーム
- 『森のにゃんこ』 （セグエラボラトリー）原画 - Windows用美少女ゲーム